# Luisa Görlich
Luisa Görlich, née le 21 décembre 1998, est une sauteuse à ski allemande.

## Biographie
Luisa a une sœur jumelle, Sophia, qui pratique le saut à ski internationalement et découvre ce sport à l'âge de six ans à Lauscha.
Elle apparaît en compétition mondiale en 2011, sur deux manches de la Coupe continentale, plus haut niveau féminin jusqu'en 2012.
Au Festival olympique de la jeunesse européenne 2015, elle décroche une médaille de bronze en individuel. La même année, elle remporte deux médailles d'or aux Jeux nordiques de l'OPA.
En janvier 2016, elle est sélectionnée pour sa première étape de Coupe du monde à Oberstdorf et marque ses premiers points. En février 2017, elle obtient son meilleur résultat à Pyeongchang avec une treizième place. Ce même hiver, elle est championne du monde junior par équipes dans l'Utah.

## Palmarès

### Championnats du monde
| Épreuve / Édition  | Planica 2023 |
| Petit tremplin     |              |
| Grand tremplin     |              |
| Par équipes        | Or           |
| Par équipes mixtes |              |

### Coupe du monde
- Meilleur classement général : 20e en 2020.
- Meilleur résultat individuel : 13e.

#### Classements généraux annuels
| Année | Rang |
| 2016  | 38e  |
| 2017  | 41e  |
| 2018  | 38e  |
| 2020  | 20e  |
| 2021  | 26e  |

### Championnats du monde junior
- Utah 2017 :
  -  Médaille d'or par équipes.
- Kandersteg 2018 :
  -  Médaille d'argent par équipes mixtes.

### Festival olympique de la jeunesse européenne
- Tschagguns 2015 :
  -  Médaille de bronze en individuel.